# Paul Guignebault
Paul Guignebault né Paul Amand Guignebault à Veneux-les-Sablons, alors dénommée Veneux-Nadon, le 15 avril 1871 et mort à Paris 12e le 1er avril 1931 est un artiste peintre, dessinateur et graveur français, proche d'Henri Boutet. Il fut également un illustrateur de livres pour la jeunesse.

## Biographie
Né à Veneux-les-Sablons le 15 avril 1871, il est admis à l'École des beaux-arts de Paris dans la section peinture le 16 juillet 1889 et devient l'élève de Henri Émile Lefort et Henri Boutet. C'est un élève assez doué, remarqué en classe d'anatomie et en cours de peinture d'histoire. Il habite alors 9 quai d'Anjou.
Il collabore à des périodiques comme Les Partisans dirigée par Han Ryner, Paul Ferniot et Paul Redonnel (La Maison d'art, 1900) ou Au Quartier Latin (1902). Il travaille pour la Maison Quantin, illustrant de nombreuses planches, soit de motifs décoratifs, soit d'imagerie destinée aux enfants (séries Historiettes et Le Tour du Monde, 1902-1904),. Il poursuit ce travail d'illustration pour la Collection des cent et la Société française d'éditions d'art qui prend la forme de carte postale en couleurs.
Le 25 mai 1901, il épouse Jeanne Boutet, la fille de son maître Henri Boutet. Le couple habite au 68 rue d'Assas.
Il expose au salon de la Société des artistes français à partir de 1902, et obtient une mention honorable la première année.
Début 1902, il fonde avec Henri Boutet, L'Atelier d'art, une société d'impression de petites estampes, produisant surtout de l'eau-forte en couleurs. Il y donne aussi des cours de gravure et produit des ex-libris, des cartes de visite. La même année, il reçoit  un prix honorifique au Salon des artistes français à Paris.
En 1904, il est élu membre de la Société historique du 6e arrondissement de Paris.
En 1911, il est nommé officier de l'instruction publique par le ministère des beaux-arts. La même année, il illustre En rade de J.K. Huysmans.
L'année suivante, il illustre le remarquable album pour la jeunesse, Histoire de Pierre Pons par Francis de Miomandre.
Il déménage au 84 boulevard Saint-Marcel.
En janvier 1920, il est encore mentionné comme membre de la commission des travaux de la Société des artistes français. Il demeure alors 31, rue de la Saône et par la suite au 44, rue Crozatier où il meurt en 1931.

## Œuvre

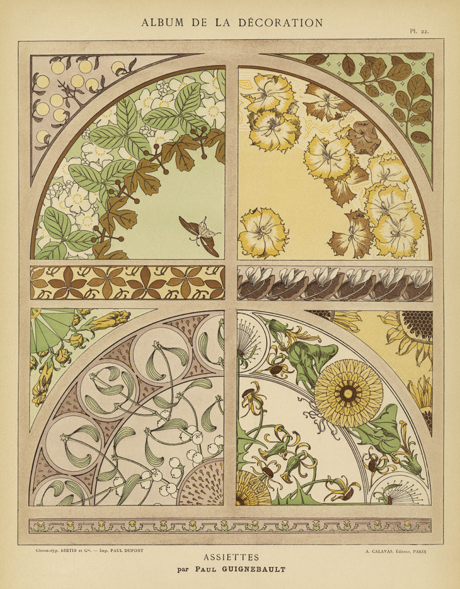
Motifs peints pour assiettes (Album de la décoration, 1900).

### Ouvrages illustrés

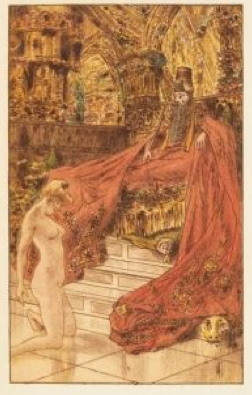
L'une des eaux-fortes en couleurs pour En rade (1911).

- Jules Champfleury, Chien-Caillou, avec 19 eaux-fortes, Paris, Henri Floury, 1903.
- Pierre Antoine Leboux de La Mésangère, Les petits mémoires de Paris, six volumes avec Henri Boutet, Paris, Dorbon l'Aîné, Libraire, 1908-1909.
- Xavier Privas et Francine Loére-Privas, Petites Vacances chansons berceuses rondes et jeux, vignettes et dessins, Paris, Dorbon l'Aîné, [1910].
- Joris-Karl Huysmans, En rade, collection « Éclectique », eaux-fortes en couleurs et bois originaux, Paris, Auguste Blaizot et René Kieffer, 1911.
- Francis de Miomandre, Histoire de Pierre Pons, pantin de feutre, avec 250 dessins, Paris, Arthème Fayard, 1912.
- Abel Hermant, Le Char de l'État, Paris, Arthème Fayard, 1913.
- Paul Verlaine, La Bonne Chanson, Paris, Albert Messein, 1914.
- Pensées et fragments patriotiques. Tirés de Cicéron, Euripide, Sénèque…, trois eaux-fortes, Paris, Maurice Glomeau, 1916.

### Autres
- Sur la rivière. Poésie et Musique de Xavier Privas, illustration de partition, Paris, Dorbon aîné, [1914].